# Syndrome FG
Autrefois considéré comme rare, le syndrome FG est une maladie génétique fréquente atteignant exclusivement les garçons. Les manifestations cliniques sont nombreuses et les personnes atteintes ne les ont pas forcément toutes. Les manifestations principales sont:
- Macrocéphalie
- Retard mental
- Hypotonie
- Constipation ou imperforation de l'anus

Le nom de ce syndrome vient de l'initiale des prénoms des deux premiers patients atteints.

## Autres noms
- Syndrome de Keller
- Syndrome de Opitz-Kaveggia
- Syndrome FGS1

## Incidence
- L'incidence de 1 sur 1000 est retrouvée dans la population de l'Utah et en Italie

## Étiologie
- Mutation probable du gène FGS1 situé sur le locus q12-q21.31 du chromosome X

## Description
Les enfants présentent généralement une petite taille avec une tête disproportionnée. Leur front est large, leur lèvre supérieure fine et la lèvre inférieure large. Les oreilles sont petites, le patient est atteint de surdité, ses pouces sont larges.
Les malformations décrites dans ce syndrome :
- Agénésie du corps calleux partielle ou totale
- Malformation d'Arnold Chiari
- Cardiopathie
- Anomalie des doigts
  - Polydactylie
  - Syndactylie
  - Oligodactylie
- Anomalies génito-urinaires
- Anomalies digestives

## Mode de transmission
- Transmission récessive liée à l'X

## Sources
- (fr) Site de renseignement sur les maladies rares et les médicaments orphelins
- (en) Online Mendelian Inheritance in Man, OMIM (TM). Johns Hopkins University, Baltimore, MD. MIM Number: 305450